# Куртина вікових дубів (Тернопільський район)
Куртина вікових дубів — вікові дерева, ботанічна пам'ятка природи місцевого значення в Україні.

## Розташування
Куртина вікових дубів розташована в селі Нище Тернопільського району Тернопільської області, у кварталі 11 виділі 11 Залозецького лісництва Тернопільського держлісгоспу в межах лісового урочища «Нище».

## Пам'ятка
Оголошена об'єктом природно-заповідного фонду рішенням виконкому Тернопільської обласної ради від 23 жовтня 1972 № 537. Перебувають у віданні Тернопільского обласного управління лісового господарства.

## Характеристика
Площа — 0,2 га. Під охороною — шість 220-річних дубів черещатих діаметром 110—120 см, що мають господарську, наукову та естетичну цінність.